# Egalité
Egalité is een hoorspel van Hermann Moers. Egalité werd op 2 december 1969 door de Westdeutscher Rundfunk uitgezonden. Willy Wielek-Berg vertaalde het en de VARA zond het uit op zaterdag 25 september 1971 (met een herhaling op zaterdag 3 juni 1972). De regisseur was Ad Löbler. Het hoorspel duurde 50 minuten.

## Rolbezetting
- Hans Veerman (Albert)
- Joke Hagelen (Karin)
- Willy Brill & Frans Somers (Gerda & Paul)
- Jan Borkus (Anton)
- Tonny Foletta & Jan Wegter (Schneider & Kowalsky)
- Willy Ruys (de aanstaande schoonvader)
- Eva Janssen (de aanstaande schoonmoeder)
- Corry van der Linden (Elfriede)
- Bob Verstraete (de burgemeester)

## Inhoud
Even ongewoon als Alberts aanwezigheid in de gevangenis is ook het vergrijp waarvoor hem een hechtenis werd opgelegd. Hij heeft het gewaagd met een groepje gelijkgezinden een provinciaal nest uit zijn zelfvoldane rust op te jagen en - toen men hem niet wilde begrijpen - aan deze demonstratie een schokkend effect te geven. De auteur schrijft over zijn overwegingen: "Pas als een paar vertwijfelden ter demonstratie van de gelijkheid van alle mensen poedelnaakt door de straten van een provinciestad waggelen (een scène die overigens alleen in het hoorspel volledig te brengen is), hoop ik dat luisteraars van alle politieke schakeringen eventjes hun kinriemen en oogkleppen zullen losmaken..."